# Alessio Picariello
Clemente Alessio Picariello (Gosselies, Belgium, 27 augustus 1993) is een Belgisch autocoureur.

## Carrière
Picariello begon zijn autosportcarrière in 2001 in het karting. In 2002 nam hij deel aan alle races in zijn toenmalige kampioenschap, maar door de kwaliteit van zijn kart besloot zijn vader om hem een professionele uitrusting te geven. In zijn eerste seizoen eindigde hij als tiende in het CFO-kampioenschap. In 2003 werd hij derde in het Franse kartkampioenschap en als eerste in het kampioenschap van Hainaut. In 2004 won hij alles waarin hij meedeed en werd ook gekroond tot het beste Belgische talent.
In 2010 stapte Picariello over naar het formuleracing. Hij maakte zijn debuut in de FR2000-klasse van de Formule Renault 2.0 NEC, rijdend voor het team SL Formula Racing. In de zes races waar hij in reed, behaalde hij drie overwinningen en één andere podiumplaats om als achtste in het kampioenschap te eindigen.
In 2011 nam Picariello deel aan het volledige seizoen van de Formule Renault 2.0 NEC voor SL Formula. Hij behaalde twee podiumplaatsen op het TT Circuit Assen en eindigde mede hierdoor als zesde in het kampioenschap met 209 punten.
In 2012 nam Picariello deel aan de ADAC Formel Masters voor het team G&J/Schiler Motorsport. Met overwinningen op de Nürburgring en de Red Bull Ring werd hij zesde in het kampioenschap met 152 punten. Ook reed hij in vier van de acht raceweekenden van de Formule Renault 2.0 NEC voor SL Formula. Hij behaalde podiumplaatsen op de Motorsport Arena Oschersleben, het Autodrom Most en op Spa-Francorchamps. Hij werd 21e in het kampioenschap.
In 2013 bleef Picariello rijden in de ADAC Formel Masters, maar stapte over naar het team ADAC Berlin-Brandenburg e.V. Hij behaalde in 24 races twaalf overwinningen om met 388 punten het kampioenschap naar zich toe te trekken.
In 2014 had Picariello oorspronkelijk geen zitje, maar in het derde raceweekend op de Nürburgring stapte hij in bij het Acceleration Team Frankrijk in de Formula Acceleration 1.